# 悲しきベイブ
「悲しきベイブ」（原題： It Ain't Me Babe）は、ボブ・ディランが1964年に発表した楽曲。

## 概要
1964年6月6日、ニューヨークのコロムビア・レコーディング・スタジオで録音された。1964年8月8日発売の4作目のアルバム『アナザー・サイド・オブ・ボブ・ディラン』に収録。
別バージョンは以下のとおり。
- 1964年7月24日、ニューポート・フォーク・フェスティバルで行ったライブ。ジョーン・バエズとのデュエット。バエズのアルバム『Live at Newport』（1996年）に収録。
- 1964年10月31日、ニューヨーク、フィルハーモニック・ホールで行われたライブ。ジョーン・バエズとのデュエット。『アット・フィルハーモニック・ホール：ブートレッグ・シリーズ第6集』（2004年）に収録。
- 1967年6月～10月、ニューヨーク州アルスター郡の「ビッグ・ピンク」で録音したバージョン。『The Bootleg Series Vol. 11: The Basement Tapes Complete』（2014年）に収録。
- 1969年8月31日、ワイト島音楽祭で行われたライブ。『The Bootleg Series Vol. 10: Another Self Portrait (1969–1971)』（2013年）のデラックス・エディションに収録。
- 1974年2月13日～14日、ザ・バンドと共にロサンゼルスで行ったライブ。『偉大なる復活』（1974年）に収録。
- 1975年11月20日、マサチューセッツ州ケンブリッジで行ったライブ。『ローリング・サンダー・レヴュー：ブートレッグ・シリーズ第5集』（2002年）に収録。
- 1984年7月7日、ロンドン、ウェンブリー・スタジアムで行ったライブ。『リアル・ライブ』（1984年）に収録[2]。

ディランの伝記作家たちは、本作品がかつての恋人のスーズ・ロトロに着想を得て作られた点についてほぼ意見を同じくしている。ロトロは2008年に書いた回顧録『グリニッチヴィレッジの青春（A Freewheelin' Time: A Memoir of Greenwich Village in the Sixties）』の中で次のように述べている。
「『アナザー・サイド・オブ・ボブ・ディラン』を聴くのはつらい。ボブは、わたしを頭をおかしくなるぐらい悲しませて苦しめる。それでも彼の声の響きが好きだ」

## カバー・バージョン
- タートルズ - 1965年のデビュー・シングル。全米8位を記録。
- ジョーン・バエズ - 1964年のアルバム『Joan Baez/5』に収録。
- ジャン&ディーン - 1965年のアルバム『Folk 'n Roll』に収録。
- デイビー・ジョーンズ - 1965年のアルバム『David Jones』に収録。
- フリートウッズ - 1965年のアルバム『Folk Rock』に収録。
- ナンシー・シナトラ - 1966年のアルバム『Boots』に収録。
- ジョニー・キャッシュ & ジューン・カーター・キャッシュ - 1964年のシングル。1993年のライブ・アルバム『30〜トリビュート・コンサート』に収録。
- ブライアン・フェリー - 1974年のアルバム『アナザー・タイム、アナザー・プレイス (いつかどこかで)』に収録。
- ジョニー・サンダース - 1983年のアルバム『Hurt Me』に収録。
- ピーター・ポール&マリー - 1990年のアルバム『Flowers and Stones』に収録。
- バンド・オブ・スカルズ - 2012年のコンピレーション・アルバム『Chimes of Freedom』に収録。